# Lois raciales
Les lois raciales sont des lois appliquées dans des pays pratiquant la discrimination, et souvent également la ségrégation raciale. 
On connaît ainsi, entre autres :
- les lois utilisées contre les différentes catégories de populations en Europe 
  - les décrets de limpieza de sangre (pureté de sang) en Espagne et au Portugal au XVe siècle et XVIe siècle, contre les Juifs et les Musulmans.
  - les lois de Nuremberg en 1935 dans l'Allemagne nazie. Hitler.
  - les lois raciales fascistes, connues sous le nom de leggi razziali, dans l'Italie de Mussolini en 1937
  - les Lois sur le statut des Juifs dans la France de Pétain

- les lois utilisées contre les populations noires 
  - le Code noir, promulgué en 1685 sous Louis XIV, réglant la vie des esclaves noirs dans les colonies françaises.
  - les lois instaurant le régime d'apartheid en Afrique du Sud.
  - les lois ségrégationnistes dites lois Jim Crow aux États-Unis, abrogées en 1964 par le Civil Rights Act qui interdit toute forme de ségrégation dans les lieux publics.

- les lois utilisées contre les populations autochtones des colonies
  - le Code de l'indigénat, adopté le 28 juin 1881 et imposé en 1887 aux colonies françaises.